# Jerzy Iwanow
Jerzy Iwanow (ur. 16 sierpnia 1901 w Lublinie, zm. 9 sierpnia 1972 w Pruszkowie) – działacz komunistyczny.

## Życiorys
Do wybuchu I wojny światowej skończył 4 klasy gimnazjum, 1918-1921 był stolarzem, potem do 1925 robotnikiem w fabryce maszyn rolniczych w Lublinie.
W 1921 wstąpił do KPRP. Jak sam podawał, od 1923 był członkiem Komitetu Okręgowego (KO) KPRP w Lublinie i członkiem zarządu związku zawodowego metalowców. XI 1925 aresztowany, potem skazany na 4 lata więzienia, po apelacji wyrok zmniejszono do 2 lat i 8 miesięcy. Po zwolnieniu z więzienia na zamku w Lublinie pracował w warsztacie samochodowym. W 1929 zamieszkał z rodziną w Pruszkowie, gdzie był księgarzem, a  od 1931 do 1941 robotnikiem w fabryce ultramaryny w Pruszkowie. 1941-1945 był handlarzem chemikaliami. 
Od kwietnia 1944 należał do PPR. Od 1945 członek trzyosobowego zarządu pruszkowskiej fabryki ultramaryny, 1945-1948 instruktor Wydziału Przemysłowego Komitetu Wojewódzkiego (KW) PPR w Warszawie, w grudniu 1945 delegat na I Zjazd PPR.
Od 1948 w PZPR. Kierownik działu kadr w kilku lubelskich fabrykach, a 1951-1957 kierownik Działu Kadr i Referatu ds. Wyznań w Prezydium Miejskiej Rady Narodowej (MRN) w Pruszkowie. Od 1957 na rencie dla zasłużonych, pracował społecznie w KW PZPR w Warszawie. Był odznaczony m.in. Krzyżem Komandorskim Orderu Odrodzenia Polski.